# Brousse d'armoises
La brousse d'armoise (en anglais : Sagebrush scrub) est un type de végétation (biome) des déserts de l'Ouest des États-Unis de moyenne à haute altitude, caractérisé par des arbustes à croissance basse et résistants à la sécheresse, notamment l'armoise (Artemisia tridentata, appelée communément an anglais sagebrush) et ses associés,. C'est le type de végétation dominant du Désert du Grand Bassin (steppe arbustive du Grand Bassin), qui se produit le long des marges du désert de Mojave, compris dans les pentes sud de la Sierra Nevadas et des chaînes transversales de Californie; il se produit aussi dans la région du plateau du Colorado et de Canyonlands, où il peut être appelé cool desert shrub.
Il se produit souvent à côté des communautés du biome appelé Pinyon–juniper woodland, entre 4 000 et 7 000 pieds d'altitude, et où les précipitations annuelles sont de 8 "-15", beaucoup tombant sous forme de neige.
Parfois, il se produit en peuplements purs d'armoise ou avec des espèces associées qui varient d'une région à l'autre. Les brousses d'armoises peuvent apparaître comme un sous-étage des pinyon-juniper woodland.
La Sagebrush steppe (en) est dominée par des brousses d'armoises.

## Désert de Mojave
Dans le désert de Mojave, les espèces associées à l'armoise sont Atriplex spp. (en anglais : saltbrush), Ericameria nauseosa (en anglais : rubber rabbitbrish), Ephedra vidris (green ephedra), Grayia spinosa (en anglais : hot-sage) et Purshia glandulosa (en anglais : bitterbrush).

## Sierra Nevadas
Les brousses d'armoise se produisent dans des sols relativement profonds le long de l'axe Sierra-Cascade, allant du comté de Modoc, en Californie, au comté de San Bernardino, en Californie.
Dans l'aire de répartition de la Sierra Nevada en Californie, les plantes associées à l'armoise comprennent Purshia tridentata (bitterbrush), Cercocarpus ledifolius (cercocarpe à feuilles ondulées, curl-leaf mountain-mahogany) et Chrysothamnus spp., Ericameria spp. (rabbitbrushes) . Les températures estivales moyennes tournent autour de 80°Fahrenheit et 10-20 degrés F en hiver . Elles peuvent survivre avec 7 pouces de précipitations annuelles, Elles sont donc généralement en dessous du type de végétation Piñon-Juniper Woodland, qui nécessite 12 à 20 pouces. L’étalement du biome se fait entre 4 200 à 7 000 pieds d'altitude dans la chaîne de l'est de la Sierra Nevada en Californie.